# Hooker Valley Waterfall
Der Hooker Valley Waterfall ist ein Wasserfall im Mount-Cook-Nationalpark in der Region Canterbury auf der Südinsel Neuseelands. Er liegt im Lauf eines namenlosen Bachs, der in den Mueller Lake mündet. Seine Fallhöhe beträgt rund 17 Meter.
Der Wasserfall ist bei der Wanderung vom Nationalparkzentrum über den Hooker Valley Track zur Mündung des Hooker-Gletschers in den Hooker Lake nach einer Gehzeit von etwa einer Stunde zu erreichen.